# Shahr-e ziba
Shahr-e ziba (en persan : ﺷﻬﺮ ﺯﻳﺒﺎ) est un quartier au sud-ouest de Téhéran, la capitale de l’Iran.